# Shūgo Nakamura
Shūgo Nakamura (仲村 宗悟 Nakamura Shūgo?,  Prefectura de Okinawa, Japón, 28 de julio de 1988) es un actor de voz japonés, afiliado a Across Entertainment. Algunos de sus roles más destacados incluyen el de Issei Kuga en Tsukipro The Animation, y Teru Tendō en The Idolmaster SideM.

## Biografía
Nakamura nació el 28 de julio de 1988 en la prefectura de Okinawa, Japón, como el menor de cuatro hermanos. Tras graduarse de la escuela secundaria se trasladó a Tokio, donde comenzó a trabajar como músico. En agosto de 2014, se convirtió en miembro de la agencia Across Entertainment y debutó como actor de voz en 2016, interpretando un papel secundario en la serie de anime Magi.
El 9 de marzo de 2019, Nakamura fue galardonado con el Seiyū Award en la categoría de "mejor actor nuevo".

## Filmografía

### Anime
2016
- Magi como Caballero D

2017
- 'The Idolmaster SideM como Teru Tendō[3]
- Tsukipro The Animation como Issei Kuga[2]

2018
- Dame×Prince como Hombre A, Aldeano A, Soldado, Aldeano B
- Takunomi. como Hombre B
- Chio-chan no Tsūgakuro como Yuzu
- Grand Blue como Empleado
- The Idolmaster SideM: Wake Atte Mini! como Teru Tendō[8]
- Zombie Land Saga como Novato

2019
- Shōmetsu Toshi como Kōto Kuro

2021
- TsukiPro the animation como Issei Kuga

2022
- Blue Lock como Gin Gagamaru, Tema de Salida 1

2023
- Opus Colors como Yuichi Shido

### OVAs
- Strike the Blood (2016) como Guardia de seguridad, hombre A

### Películas
- The First Slam Dunk (2022) como Ryōta Miyagi